# Киргизо-Башкирская Советская Республика
Кирги́зо-Башки́рская Сове́тская Респу́блика (КБСР, баш. Ҡаҙак-Башҡорт Совет Республикаһы, каз. Қазақ-Башқұрт Совет Республикасы) — проект национальной государственности башкир и казахов в составе РСФСР .

## История проекта
Проект создания Киргизо-Башкирской Советской Республики был представлен лидерами Башкирского национального движения — А. К. Адигамовым, А. А. Бикбавовым, А. А. Валидовым и Х. Ю. Юмагуловым в письме председателю СНК РСФСР В. И. Ленину и 1-му народному комиссару Народного комиссариата по делам национальностей РСФСР И. В. Сталину от 4 июня 1919 году, а также А.-З. Валидовым (по другим сведениям — А. К. Адигамовым) — в докладной записке В. И. Ленину от 13 декабря 1919 года. К последнему был приложен «Проект объединения Башкирской и Киргизской советской республик».
Во время прохождения II съезда коммунистических организаций народов Востока — в ноябре—декабре 1919 года, Н. Т. Тагиров, И. Рахматуллин и А. А. Каспранский выдвинули предложение о слиянии трёх республик — Башкирской, Киргизской и предполагаемой Татаро-Башкирской.
Проект создания Киргизо-Башкирской Республики обсуждался в декабре 1919 года на совещаниях в Москве с участием 7 делегаций от Башкирской АССР (А. К. Адигамов, А. А. Валидовым, А. А. Каспранский и Ф. М. Сулейманов), Уфимской губернии (Б. М. Эльцин), Киргизского края, Оренбургской губернии, Туркестанской АССР, ВЦИК, Центрального бюро коммунистов Востока.
Проект состоял из 14 пунктов и определял территорию, политические и экономические основы республики. Предусматривалось создание Киргизо-Башкирской Советской Республики на основе Башкирии и Киргизского края со столицей в городе Оренбурге. Был провозглашён принцип равного представительства башкир и казахов в республиканских органах власти. Республика должна была наделяться широкими полномочиями:
- в экономической деятельности — сосредоточение всех отраслей экономики и финансов в ведении республиканских органов;
- в политической сфере — взаимное представительство в республиканских и центральных органах власти;
- военной деятельности — создание на территории предполагаемой республики национальных башкирских и казахских военных формирований, выведение из подчинения военного комиссариата республики небашкирского и неказахского населения.

16 декабря 1919 года проект создания Киргизо-Башкирской Советской Республики был отклонён.